# Червинская Лука
Червинская Лука — упразднённая деревня на территории Любанского городского поселения Тосненского района Ленинградской области.

## История
Впервые упоминается в Писцовой книге Водской пятины 1500 года как деревня Лука близ сельца Червино в Дмитириевском Гдитском погосте Новгородского уезда. 
В переписи 1710 года в Ильинском Тигодском погосте записана деревня Лука Червинская.

ЧЕРВИНСКАЯ-ЛУКА — деревня с усадьбой Лученского сельского общества, прихода села Коровьего Ручья, при реке Тигоде.

В деревне — дворов крестьянских — 44. Строений — 216, в том числе жилых — 44; Ветряная мельница, мелочная лавка.

Число жителей по семейным спискам 1879 г.: 118 м. п., 110 ж. п.; по приходским сведениям 1879 г.: 115 м. п., 113 ж. п.; жители занимаются вывозкой и пилкой дров.

В усадьбе строений — 4, в том числе жилых — 1; Число жителей — 3 (1884 год)

В конце XIX — начале XX века деревня административно относилась к Апраксинской волости 1-го стана 1-го земского участка Новгородского уезда Новгородской губернии.

ЧЕРВИНСКАЯ ЛУКА — деревня Червино-Лученского общества, дворов — 53, жилых домов — 84, число жителей: 142 м. п., 152 ж. п. 

Занятия жителей — земледелие, лесные промыслы, возка стекла, сбор коры. Часовня, школа, хлебозапасный магазин, мелочная лавка. (1907 год)

Согласно военно-топографической карте Петроградской и Новгородской губерний издания 1915 года деревня насчитывала 27 крестьянских дворов.
С 1917 по 1927 год деревня входила в состав Апраксинской волости Новгородского уезда.
С 1927 года в составе Червино-Лукского сельсовета Любанского района.
В 1928 году население деревни составляло 299 человек.
С 1930 года в составе Тосненского района.
По данным 1933 года деревня  Червинская Лука являлась административным центром Червино-Лукского сельсовета Тосненского района, в который входили восемь населённых пунктов: Дубовое, Залесье, Кипино, Коровий Ручей, Малая Бронница, Тигода, Червино, Червинская Лука, общей численностью населения 2428 человек.

План деревни Червинская Лука. 1941 год

Согласно топографической карте РККА 1941 года деревня насчитывала 60 дворов. 
С 1 августа 1941 года по 31 декабря 1943 года деревня находилась в оккупации. Исключена из областных административных данных по причине: «После войны не восстановлена», на основании 
постановления Секретариата Президиума Верховного Совета РСФСР от 30 октября 1950 года.

## География
Деревня находилась в восточной части района, к юго-западу от центра поселения — города Любань, к востоку от автодороги М11 (Скоростная автомобильная дорога Москва — Санкт-Петербург) и к западу от автодороги 41А-004 (Павлово — Мга — Луга).
Деревня находилась на левом берегу реки Тигода.

## Известные уроженцы
- Нина Васильевна Смирнова (1920—2014) — советская спортсменка (гребля на байдарках, лыжные гонки) и тренер. Заслуженный тренер СССР, Мастер спорта СССР